# Aeroport de Roma-Fiumicino
L'Aeroport de Roma-Fiumicino «Leonardo da Vinci» (codi IATA: FCO, codi OACI: LIRF) (en italià: Aeroporto di Roma-fiumicino "Leonardo da Vinci") és un aeroport que dona servei a Roma. Està localitzat a la població de Fiumicino, a 35 km del centre històric de la ciutat de Roma. L'aeroport va ser batejat amb el nom del famós savi itàlia Leonardo da Vinci, el primer que va dissenyar un prototip d'helicòpter i una màquina voladora amb ales.
L'Aeroport de Roma-Fiumicino va gestionar més de 36 milions de passatgers durant l'any 2010, convertint-se en l'aeroport més transitat d'Itàlia, el sisè més transitat d'Europa i en el 26è més transitat del món. És el principal centre de connexions d'ITA Airways i és operat per Aeroporti di Roma, gestor de l'aeroport de Roma-Ciampino.

## Història
L'any 1947, per tal de fer front a l'augment de trànsit i a la congestió de l'Aeroport de Ciampino, el Ministeri d'Aviació italià va buscar un emplaçament per tal de crear un nou aeroport. Finalment, es va decidir construir l'aeroport a prop de la desembocadura del riu Tíber. Després de 21 mesos de treballs, l'aeroport va ser inaugurat el 20 d'agost de 1960 i estava compost de dues pistes d'aterratge. No es va dur a terme cap vol comercial fins a la nit del 14 al 15 de gener de 1961 quan un Lockheed Constellation de Trans World Airlines provinent de Nova York va aterrar a l'aeroport.
Temps més tard, l'aerolínia Alitalia posa en servei hangars de manteniment per als seus avions Douglas DC-8. L'any 1973, es va construir una altra pista i es va dur a terme la construcció d'un nou hangar per tal d'atendre als Boeing 747. Aquest mateix any, el govern italià va decidir coincidir la gestió de l'aeroport a la societat Aeroporti di Roma S.p.A. a partir del juliol de 1974.
En els últims trenta anys, l'aeroport ha patit diversos processos d'ampliació fins a arribar a tenir cinc terminals de passatgers, l'última d'elles inaugurada el maig de 2008. Actualment compta amb quatre pistes i té capacitat per a rebre fins a 55 milions de passatgers anuals. A l'abril de 2008, es van concloure els treballs sobre la primera pista per tal d'adaptar-la per a rebre aeronaus d'última generació com l'Airbus A380.

## Aerolínies i destinacions
| Companyia                                  | Destinacions | Terminal |
| ------------------------------------------ | --- | -------- |
| Aegean Airlines                            | Atenes, Rodes de temporada: Iràklio, Míkonos, Santorí | 3        |
| Aer Lingus                                 | Dublín de temporada: Belfast-International, Cork | 3        |
| Aeroflot                                   | Moscou-Xeremètievo | 3        |
| Aerolíneas Argentinas                      | Buenos Aires-Ezeiza | 3        |
| Afriqiyah Airways                          | Trípoli | 3        |
| Air Algérie                                | Alger | 3        |
| Air Alps                                   | Bolzano, Parma de temporada: Rimini | 1        |
| Air Canada                                 | de temporada: Montréal-Trudeau, Toronto-Pearson | 3        |
| Air China                                  | Pequín-Capital | 3        |
| Air Europa                                 | Madrid-Barajas de temporada: Palma | 3        |
| Air France                                 | París-Charles de Gaulle | 1        |
| Air France operat per Airlinair            | Marsella | 1        |
| Air France operat per Brit Air             | Lió | 1        |
| Air France operat per HOP!                 | Bordeus, Tolosa de Llenguadoc | 1        |
| Air Italy                                  | Torí | 1        |
| Air Italy                                  | Asmara, Dabaa City, Dubai, Fortaleza, l'Havana, Hurghada, Maceio, Mombasa, Natal, Nosy Be, Pointe-à-Pitre, Xarm el-Sheikh, Zanzíbar | 3        |
| Air Malta                                  | Malta, Reggio de Calàbria | 3        |
| Air Moldova                                | Chisinau | 3        |
| Air Transat                                | de temporada: Montréal-Trudeau, Toronto-Pearson, Vancouver | 3        |
| airBaltic                                  | Riga, Vílnius | 3        |
| ITA Airways                                | Amsterdam, Ancona, Atenes, Barcelona, Bari, Bolonya, Bríndisi, Brussel·les, Càller, Catània, Crotona, Florència, Frankfurt, Ginebra, Gènova, Lamezia Terme, Madrid-Barajas, Màlaga, Malta, Milà-Linate, Milà-Malpensa, Milà-Orio al Serio, Aeroport Internacional de Múnic, Nàpols, Niça, Palerm, París-Charles de Gaulle, Pisa, Reggio de Calàbria, Tessalònica, Torí, València, Venècia-Marco Polo, Verona, Viena, Varsòvia de temporada: Lampedusa, Pantel·leria                  | 1        |
| ITA Airways                                | Accra, Alger, Amman-Reina Alia, Pequín-Capital, Beirut, Belgrad, Boston, Bucarest-Otopeni, Buenos Aires-Ezeiza, Caracas, el Caire, Casablanca, Chicago-O'Hare, Damasc, Istanbul-Atatürk, Kíev-Boryspil, Lagos, Londres-Heathrow, Los Angeles, Miami, Moscou-Xeremètievo, Nova York-JFK, Newark, Osaka-Kansai, Rio de Janeiro-Galeão, Sant Petersburg, São Paulo-Guarulhos, Sofia, Teheran-Imam Khomeini, Tel-Aviv–Ben Gurion, Tirana, Tòquio-Narita, Toronto-Pearson, Trípoli, Tunis | 3        |
| American Airlines                          | de temporada: Chicago-O'Hare, Nova York-JFK | 5        |
| Armavia                                    | Yerevan | 3        |
| Austrian Airlines                          | Viena | 3        |
| Belavia                                    | Minsk | 3        |
| Biman Bangladesh Airlines                  | Dhaka | 3        |
| Blue Air                                   | Bacău, Bucarest-Baneasa | 2        |
| Blue Panorama Airlines                     | Bangkok-Suvarnabhumi, Cancun, Cayo Largo, l'Havana, Hurghada, Kos, La Romana, Luxor, Malé, Marsa Alam, Mersa Matruh, Montego Bay, Míkonos, Palma, Phuket, Roatan, Santiago de Cuba, Santorí, Xarm el-Xeikh, Zanzíbar | 3        |
| Blu-express                                | Bríndisi, Catània, Khanià, Corfú, Gènova, Istanbul-Sabiha Gökçen, Kos, Lampedusa, Menorca, Míkonos, Niça, Palerm, Pantel·leria, Rodes, Santorí, Torí | 3        |
| British Airways                            | Londres-Gatwick, Londres-Heathrow | 3        |
| Brussels Airlines                          | Brussel·les | 3        |
| Bulgaria Air                               | Sofia | 3        |
| Carpatair                                  | Craiova, Timisoara | 3        |
| Cathay Pacific                             | Hong Kong | 3        |
| China Airlines                             | Delhi, Taipei-Taoyuan | 3        |
| China Eastern Airlines                     | Xanghai-Pudong | 3        |
| Cimber Sterling                            | Billund, Copenhaguen | 3        |
| City Airline                               | Göteborg-Landvetter | 3        |
| Croatia Airlines                           | Dubrovnik, Split, Zagreb | 3        |
| Cyprus Airways                             | Larnaca, Milà-Malpensa | 3        |
| Czech Airlines                             | Praga | 3        |
| Delta Air Lines                            | Atlanta, Nova York-JFK de temporada: Detroit | 5        |
| easyJet                                    | Amsterdam, Atenes, Berlín-Schönefeld, Bilbao, Dubrovnik, Düsseldorf, Ginebra, Iràklio, Lamezia Terme, Eivissa, Lisboa, Londres-Gatwick, Madrid-Barajas, Malta, Milà-Malpensa, Míkonos, Niça, Palerm, Palma, Split, Tolosa, Venècia-Marco Polo | 2        |
| EasyJet Switzerland                        | Basilea/Mulhouse, Ginebra | 2        |
| EgyptAir                                   | El Caire | 3        |
| El Al                                      | Tel-Aviv–Ben Gurion | 5        |
| Emirates                                   | Dubai | 3        |
| Europe Airpost                             | Oostende, Tànger | 3        |
| Ethiopian Airlines                         | Addis Abeba | 3        |
| Finnair                                    | Hèlsinki | 3        |
| FlyOristano                                | Oristano | 3        |
| Freebird Airlines                          | Istanbul-Sabiha Gökçen | 3        |
| Germanwings                                | Colònia/Bonn, Hannover, Stuttgart | 3        |
| Iberia                                     | Madrid-Barajas | 3        |
| Iberia Regional operat per Air Nostrum     | de temporada: Bilbao | 3        |
| Iran Air                                   | Teheran-Imam Khomeini | 3        |
| Israir Airlines                            | Tel-Aviv–Ben Gurion | 3        |
| Jet2.com                                   | Leeds/Bradford, Manchester | 3        |
| Kenya Airways                              | Nairobi | 3        |
| KLM                                        | Amsterdam | 1        |
| Korean Air                                 | Seül-Incheon | 3        |
| Kuwait Airways                             | Kuwait, París-Charles de Gaulle | 3        |
| Libyan Airlines                            | Benghazi, Trípoli | 3        |
| LOT Polish Airlines                        | Varsòvia de temporada: Cracòvia | 3        |
| Lufthansa                                  | Düsseldorf, Frankfurt, Múnic | 3        |
| Lufthansa Regional operat per Air Dolomiti | Múnic | 3        |
| Luxair                                     | Luxemburg | 3        |
| Malaysia Airlines                          | Kuala Lumpur | 3        |
| Meridiana                                  | Càller, Olbia, Torí, Verona | 1        |
| Meridiana                                  | Chisinau, Colombo, Dakar, Malé, Mauritius, Mombasa, Palma, Xarm el-Xeikh, Tel-Aviv–Ben Gurion, Zanzíbar | 3        |
| Middle East Airlines                       | Beirut | 3        |
| Montenegro Airlines                        | Podgorica | 3        |
| Neos                                       | Boa Vista, Malé, Mersa Matruh, Menorca, Mombasa, Rodes, Sal, Tel-Aviv–Ben Gurion | 3        |
| Norwegian Air Shuttle                      | Bergen, Copenhaguen, Hèlsinki, Oslo-Gardermoen, Estocolm-Arlanda | 3        |
| Onur Air                                   | Antalya | 3        |
| Qatar Airways                              | Doha | 3        |
| Pegasus Airlines                           | Istanbul-Sabiha Gökçen | 3        |
| Rossiya                                    | Sant Petersburg | 3        |
| Royal Air Maroc                            | Casablanca | 3        |
| Royal Jordanian                            | Amman-Reina Alia | 3        |
| Ryanair                                    | Alacant, Barcelona, Bari, Bríndisi, Brussel·les, Catània, Comiso, Lanzarote, Màlaga, Malta, Marsella, Palerm, Sevilla, Tel-Aviv–Ben Gurion de temporada: Corfú, Khanià | 3        |
| Saudi Arabian Airlines                     | Jiddah, París-Charles de Gaulle, Riyadh | 3        |
| Scandinavian Airlines                      | Copenhagen de temporada: Oslo-Gardermoen, Estocolm-Arlanda | 3        |
| Singapore Airlines                         | Singapur | 3        |
| Smart Wings                                | Praga | 3        |
| SriLankan Airlines                         | Colombo | 3        |
| Sun d'Or International Airlines            | de temporada: Tel-Aviv–Ben Gurion | 3        |
| Swiss International Air Lines              | Zuric | 3        |
| Syrian Air                                 | Alep, Damasc | 3        |
| TAP Portugal                               | Lisboa | 3        |
| TAP Portugal                               | Porto | 3        |
| TAROM                                      | Bucarest-Otopeni | 3        |
| Thai Airways International                 | Bangkok-Suvarnabhumi | 3        |
| Transavia.com                              | Rotterdam | 3        |
| Tunisair                                   | Djerba, Monastir, Tabarka, Tunis | 3        |
| Turkish Airlines                           | Istanbul-Atatürk | 3        |
| Ukraine International Airlines             | Donetsk, Kíev-Boryspil, Lviv | 3        |
| United Airlines                            | Washington-Dulles de temporada: Chicago-O'Hare | 5        |
| Ural Airlines                              | Iekaterinburg | 3        |
| Uzbekistan Airways                         | Taixkent | 3        |
| Vueling Airlines                           | Barcelona, Eivissa, Madrid-Barajas, Màlaga, Menorca, Palma, París-Orly, Sevilla, València | 3        |
| Wizz Air                                   | Belgrad, Brno, Budapest, Cluj-Napoca, Gdansk, Poznan, Praga, Sofia, Timisoara, Vílnius, Varsòvia | 3        |
| Yemenia                                    | Sanà | 3        |